# Hieracium cordifolium
Hieracium cordifolium es una especie de planta con flor del género Hieracium, de la familia Asteraceae, orden Asterales.

## Distribución
Hieracium cordifolium se distribuye por Francia y España.

## Taxonomía
Fue descrita científicamente por Lapeyr. Fue publicada en Hist. Pl. Pyrénées, Suppl.: 128 (1818).